# Talking/ナナヒツジ
「talking/ナナヒツジ」（トーキング/ナナヒツジ）は、KANA-BOON、及びシナリオアートのシングル。2015年11月11日にKi/oon Musicから発売された。

## 概要
フジテレビ系アニメ『すべてがFになる THE PERFECT INSIDER』の主題歌を収録したシングル。
オープニングテーマであるKANA-BOONの『talking』は、元々2013年1月5日に発売されたインディーズシングル「口をとざして」に収録されていた同名の楽曲のリメイクにあたる。KANA-BOONのメンバーである谷口鮪は、当時人間の身体をテーマとした楽曲を制作しており、「コミュニケーション」（口）をテーマに『talking』を制作したと座談会で話している。歌詞は女に想いを寄せる男を描いた内容になっており、谷口はアニメのストーリーに通ずるとしている。
エンディングテーマはシナリオアートの『ナナヒツジ』であり、シナリオアートのメンバーであるハヤシコウスケは、原作を読んだ上で制作にのぞみ、『すべてがFになる』の登場人物である真賀田四季の「7は孤独な数字」という台詞に感銘を受けて7拍子にしたと話している。
ミュージックビデオはいずれも多田卓也が監督を務め、演奏シーンではそれぞれのバンドのメンバーがゲスト出演している。2つのミュージックビデオの世界観は共通しており、クローン技術の発展した近未来の日本にある研究所で、ある女の逃走劇と、頭を羊にされてしまった"ひつじ博士"の関係を描いた内容になっている。
多田は『ナナヒツジ』のテーマが「羊」であるとし、そこからクローン技術を連想して話を膨らませていったと話している。
多田は「どちらの曲も夜が似合うため、深夜に撮影しようと考えた。『talking』は無機質なイメージがしたため、ビルの中で撮影を行った。『ナナヒツジ』は幻想的な雰囲気を感じさせたため、撮影は森の中で行った」と話しており、撮影には暗所での撮影に適したと言われているα7Sを用いた。
ミュージックビデオの制作に携わったクリエイティブディレクターの関和亮は、いずれのバンドの過去作とは別のベクトルで撮影したいと考えて制作に臨んだと話している。
ミュージックビデオに登場する女性「talkingロボット」は東京ゲゲゲイのYUYUが演じた。
双方のミュージックビデオを一緒に撮影して、2つ同時に再生すると繋がりが見えるという案もあったが、諸事情で見送られた。
ジャケットのアートディレクション、デザインはquiaの松田剛と高松英暢。

## 収録曲

### 初回盤A・通常版
| #         | タイトル       | 作詞           | 作曲                             | 時間  |
| --------- | -------------- | -------------- | -------------------------------- | ----- |
| 1.        | 「talking」    | 谷口鮪         | 谷口鮪                           | 4:14  |
| 2.        | 「ナナヒツジ」 | ハヤシコウスケ | シナリオアート                   | 3:30  |
| 3.        | 「ぬけがら」   | 谷口鮪         | 谷口鮪                           | 3:53  |
| 4.        | 「トワノマチ」 | ハヤシコウスケ | ハヤシコウスケ、ヤマシタタカヒサ | 4:12  |
| 合計時間: | 合計時間:      | 合計時間:      | 合計時間:                        | 15:49 |

- 初回盤Aのみ特典：KANA-BOON「KANA-BOONのとぅるとぅるかむとぅるーTOUR 2015 〜夢のアリーナ編〜」・シナリオアート「20150703 at ebisu LIQUIDROOM『ワンマンツアー 2015 [Scene #1] -Happy Umbrella-』」ライブ映像収録

### 初回盤B
| #         | タイトル       | 作詞           | 作曲                             | 時間  |
| --------- | -------------- | -------------- | -------------------------------- | ----- |
| 1.        | 「talking」    | 谷口鮪         | 谷口鮪                           | 4:14  |
| 2.        | 「ナナヒツジ」 | ハヤシコウスケ | シナリオアート                   | 3:30  |
| 3.        | 「PUZZLE」     | 谷口鮪         | 谷口鮪                           | 4:28  |
| 4.        | 「ホシドケイ」 | ハヤシコウスケ | ハヤシコウスケ、ヤマシタタカヒサ | 3:58  |
| 合計時間: | 合計時間:      | 合計時間:      | 合計時間:                        | 16:10 |

- 特典：『すべてがFになる』オープニング・エンディングノンクレジット映像収録[8]
- 備考：浅野いにお描き下ろしジャケット仕様[4]